# Стефанович-Донцов Яків
Я́ків Стефано́вич-Донцо́в  (1752, Церковище, Чернігівщина — 1829, Могилів Подільський, Подільська губ.) — лікар.

## Біографічні відомості
Вчився в Чернігівському Колеґіюмі і в Московській шпитальній школі (з 1772), після закінчення якої працював військовим лікарем, повітовим лікарем в Острі (Чернігівщина), з 1789 викладачем шпитальної школи при Петербурзькому гененеральному сухопутному шпиталі, з 1797 на різних інших посадах.

## Медичний доробок
Описав масові харчові отруєння ріжками в Україні, написав низку праць з акушерства та гінекології, про емпієми, склав перший медикотопографічний опис Воронізької губернії (1799).

## Праці
- Стефанович-Донцов, Яков Васильевич. Описание о черных рожках, причиняющих корчи и помертвение членов.: С присовокуплением наблюдения о сухих трудных родах. / Сочинение коллежскаго ассесора и штаб-лекаря Стефановича-Донцова.; Печатано с дозволения Государственной Медицинской коллегии. — СПб.: Тип. Гос. Мед. коллегии, 1797.